# Banks (efternamn)
Banks är ett efternamn.

## Personer med efternamnet

### Alfabetiskt sorterade
- Banks (artist) (född 1988), amerikansk sångerska och låtskrivare, artistnamn för Jillian Rose Banks

- Azealia Banks (född 1991) amerikansk modell, rappare och sångerska
- Briana Banks (född 1978) tysk porrskådespelare
- Charles S. Banks, biolog
- Dennis Banks (1937–2017), aktivist för den amerikanska urbefolkningens rättigheter, lärare och författare
- Edward Banks (1903–1988) brittisk amatörnaturhistoriker och museiman
- Elizabeth Banks (född 1974) amerikansk skådespelare
- Gordon Banks (1937–2019) engelsk fotbollsspelare
- Gunilla Banks (född 1936) svensk författare
- Henry Banks (1913–1994)  amerikansk racerförare
- Iain Banks (1954–2013) skotsk författare
- Jacob Banks (1662–1724) svensk-brittisk militär
- Jonathan Banks (född 1947), amerikansk skådespelare
- Joseph Banks (1743–1820) engelsk naturalist och botaniker
- Lloyd Banks (född 1982) amerikansk rappare
- Lynne Reid Banks (1929–2024) brittisk författare
- Nathan Banks (1868–1953) amerikansk entomolog
- Nathaniel P. Banks (1816–1894) amerikansk politiker och militär
- Tony Banks (1943–2006) brittisk politiker
- Tony Banks (musiker) (född 1950) brittisk rockmusiker
- Tyra Banks (född 1973) amerikansk fotomodell, författare och sångerska
- Willie Banks (född 1956) amerikansk trestegshoppare

### Kronologiskt ordnade (inte komplett)
- Jacob Banks (1662–1724) svensk-brittisk militär
- Joseph Banks (1743–1820) engelsk naturalist och botaniker
- Nathan Banks (1868–1953) amerikansk entomolog
- Nathaniel P. Banks (1816–1894) amerikansk politiker och militär
- Henry Banks (född 1913)  amerikansk racerförare
- Edward Banks (1903–1988) brittisk amatörnaturhistoriker och museiman
- Lynne Reid Banks (1929–2024) brittisk författare
- Gunilla Banks (född 1936) svensk författare
- Gordon Banks (1937–2019) engelsk fotbollsspelare
- Tony Banks (1943–2006) brittisk politiker
- Tony Banks (musiker) (född 1950) brittisk rockmusiker
- Iain Banks (1954–2013) skotsk författare
- Willie Banks (född 1956) amerikansk trestegshoppare
- Tyra Banks (född 1973) amerikansk fotomodell, författare och sångerska
- Elizabeth Banks (född 1974) amerikansk skådespelare
- Briana Banks (född 1978) tysk porrskådespelare
- Lloyd Banks (född 1982) amerikansk rappare
- Azealia Banks (född 1991) amerikansk modell, rappare och sångerska
- Charles S. Banks, biolog